# Episodi di Doris Day Show (seconda stagione)
La seconda stagione della serie televisiva Doris Day Show è andata in onda negli Stati Uniti dal 22 settembre 1969 al 6 aprile 1970 sulla CBS.
| nº | Titolo originale                  | Prima TV USA      | Titolo italiano | Prima TV Italia |
| -- | --------------------------------- | ----------------- | --------------- | --------------- |
| 1  | Doris Gets a Job                  | 22 settembre 1969 |                 |                 |
| 2  | A Frog Called Harold              | 29 settembre 1969 |                 |                 |
| 3  | Married for a Day                 | 6 ottobre 1969    |                 |                 |
| 4  | The Woman Hater                   | 13 ottobre 1969   |                 |                 |
| 5  | The Chocolate Bar War             | 20 ottobre 1969   |                 |                 |
| 6  | The Health King                   | 10 novembre 1969  |                 |                 |
| 7  | Doris the Model                   | 17 novembre 1969  |                 |                 |
| 8  | Doris Strikes Out                 | 24 novembre 1969  |                 |                 |
| 9  | Singles Only                      | 8 dicembre 1969   |                 |                 |
| 10 | Togetherness                      | 15 dicembre 1969  |                 |                 |
| 11 | A Two-Family Christmas            | 22 dicembre 1969  |                 |                 |
| 12 | You're as Old as You Feel         | 29 dicembre 1969  |                 |                 |
| 13 | The Prizefighter and the Lady     | 5 gennaio 1970    |                 |                 |
| 14 | Doris vs. the Computer            | 12 gennaio 1970   |                 |                 |
| 15 | Hot Dogs                          | 19 gennaio 1970   |                 |                 |
| 16 | Today's World Catches the Measles | 26 gennaio 1970   |                 |                 |
| 17 | The Gas Station                   | 2 febbraio 1970   |                 |                 |
| 18 | Kidnapped                         | 9 febbraio 1970   |                 |                 |
| 19 | Buck's Portrait                   | 16 febbraio 1970  |                 |                 |
| 20 | Doris Hires a Millionaire: Part 1 | 23 febbraio 1970  |                 |                 |
| 21 | Doris Hires a Millionaire: Part 2 | 2 marzo 1970      |                 |                 |
| 22 | A Woman's Intuition               | 9 marzo 1970      |                 |                 |
| 23 | Doris Meets a Prince              | 16 marzo 1970     |                 |                 |
| 24 | The Duke Returns                  | 23 marzo 1970     |                 |                 |
| 25 | The Office Troubleshooter         | 30 marzo 1970     |                 |                 |
| 26 | Colonel Fairburn Takes Over       | 6 aprile 1970     |                 |                 |

## Doris Gets a Job
- Prima televisiva: 22 settembre 1969

### Trama
- Guest star: Joel Mell (uomo), Eldon Quick (Mr. Willoughby), Carol Worthington (Miss Bennington), Larry Gelman (uomo)

## A Frog Called Harold
- Prima televisiva: 29 settembre 1969

### Trama
- Guest star: Ralph Neff (guardia della banca), David Mooney (Dave, the officeboy), Parley Baer (Mr. Thornby), Jack Garner (assistente), Issa Arnal (ragazza dell'ufficio), Ed McCready (uomo al ristorante)

## Married for a Day
- Prima televisiva: 6 ottobre 1969

### Trama
- Guest star: Julie Adams (Karen Carruthers)

## The Woman Hater
- Prima televisiva: 13 ottobre 1969

### Trama
- Guest star: Judy March (moglie), Pete Kellett (marito), Anthony Eisley (Alex Rhinehart), Luis de Córdova (capo cameriere), Johnnie Collins III (Dave), Julius Johnson (barista)

## The Chocolate Bar War
- Prima televisiva: 20 ottobre 1969

### Trama
- Guest star: Jan Arvan (uomo al party), Walter Mathews (uomo al party), Max Showalter (Mr. Frank Fletcher), Amzie Strickland (Mrs. Fletcher), Jane Aull (donna al mercato), Howard Culver (uomo al mercato), Tim Weldon (Jonathan Fletcher), Marshall Kent (anziano al mercato), Brad Trumble (uomo al mercato), Brad Trumbull (uomo al mercato), Don Ross (Charlie), Lynn Wood (donna al party)

## The Health King
- Prima televisiva: 10 novembre 1969

### Trama
- Guest star: Joan Lemmo (donna), Lavina Dawson (cameriera), Michael Forest (Bruce Saunders), Ernest Harada (Ling), Bunny Summers (donna)

## Doris the Model
- Prima televisiva: 17 novembre 1969

### Trama
- Guest star: Arlyn Genson (Simone), Larry Gelman (Nat), Johnny Haymer (Montagne), Paul Marin (Hal), Gail Stevens (Yvette)

## Doris Strikes Out
- Prima televisiva: 24 novembre 1969

### Trama
- Guest star: Gordon Jump (Little League Manager), Alan DeWitt (parrucchiere), Jacques Bergerac (Claude LeMaire), James Chandler (dottor Parker), Darrell Rice (Joey)

## Singles Only
- Prima televisiva: 8 dicembre 1969

### Trama
- Guest star: Carol Worthington (ragazza), Ed Fury (Chet), Sid Melton (Lou Lester), Michael Lerner (uomo grasso), Joseph V. Perry (Harry Dumbrowski), Alice Backes (Agnes Albright), Joe Ross (Virgil Praskins), Ben Young (uomo bello)

## Togetherness
- Prima televisiva: 15 dicembre 1969

### Trama
- Guest star: Karen Arthur (Gloria)

## A Two-Family Christmas
- Prima televisiva: 22 dicembre 1969

### Trama
- Guest star: David Mooney (Dave), Carleen Frans (Eileen), James B. Douglas (Mr. Singer)

## You're as Old as You Feel
- Prima televisiva: 29 dicembre 1969

### Trama
- Guest star: Hal Smith (Merle), Herb Vigran (Dentist)

## The Prizefighter and the Lady
- Prima televisiva: 5 gennaio 1970

### Trama
- Guest star: Chick Casey (Herman), Lauro Salas (Garcia), Larry Storch (Duke Farentino), Buddy Lester (Eddie), Sidney Clute (Howard), Jimmy Cross (Larry), Gerald York (Pete), Frankie Van (arbitro)

## Doris vs. the Computer
- Prima televisiva: 12 gennaio 1970

### Trama
- Guest star: Greg Jakobson (Hippie), Christine Dean (Hippie), Billy De Wolfe (Willard Jarvis), Frank Corsentino (hippie), Jerry Jones (poliziotto)

## Hot Dogs
- Prima televisiva: 19 gennaio 1970

### Trama
- Guest star: Issa Arnal (Helen), Charles Lane (giudice Carter), James Millhollin (Paul), Jerome Cowan (Justice William Forrester), Owen Bush (Locksmith)

## Today's World Catches the Measles
- Prima televisiva: 26 gennaio 1970

### Trama
- Guest star: Breland Rice (Phil), Joe Hoover (Jack), Edward Andrews (colonnello Fairburn), Walter Sande (dottor Wagner), Issa Arnal (Helen)

## The Gas Station
- Prima televisiva: 2 febbraio 1970

### Trama
- Guest star: Charlie Dugdale (uomo), Herman Griffith (uomo), Kristina Holland (Terry Tidy), John Carter (Hold Up Man), Bob Jellison (Smokey), Herb Weil (Sporty Guy)

## Kidnapped
- Prima televisiva: 9 febbraio 1970

### Trama
- Guest star: Rico Cattani (barista), Gene Dynarski (Lefty Kretch), Bruce Gordon (Barney Moore), Kaye Ballard (Flossie Moore), Avery Schreiber (Warren Coleman), Hagen Smith (Lefty Watson), Scott Perry (detective)

## Buck's Portrait
- Prima televisiva: 16 febbraio 1970

### Trama
- Guest star: Patrick Cranshaw (contadino), Issa Arnal (receptionist), Mabel Albertson (Amanda Merriwether), Hal Smith (Merle), Woodrow Parfrey (Barton Durston), Charles Wagenheim (Edgar), Bob Jellison (Smokey), Riza Royce (donna Farmer)

## Doris Hires a Millionaire: Part 1
- Prima televisiva: 23 febbraio 1970

### Trama
- Guest star: John Lawrence (poliziotto), John Stuart (Mr. Bradford), Lew Ayres (William Tyler), Ross Elliott (Mr. Clark), Issa Arnal (Helen)

## Doris Hires a Millionaire: Part 2
- Prima televisiva: 2 marzo 1970

### Trama
- Guest star: Lew Ayres (William Tyler), Ross Elliott (Mr. Clark), John Stuart (Mr. Bradford)

## A Woman's Intuition
- Prima televisiva: 9 marzo 1970

### Trama
- Guest star: Rico Cattani (cameriere), Gordon Jump (agente di viaggio), Bernie Kopell (maggiore Laguinita), Sandy Kenyon (Zeke Kraley), Carol Worthington (hostess), Perla Walter (soldatessa)

## Doris Meets a Prince
- Prima televisiva: 16 marzo 1970

### Trama
- Guest star: Luis de Córdova (Prime Minister), Roy Roberts (Mr. Gilby), Cesare Danova (Prince Carlos), Eric Mason (assistente)

## The Duke Returns
- Prima televisiva: 23 marzo 1970

### Trama
- Guest star: George Dunn (Hillbilly), Michael Lerner (Mr. Murray), Larry Storch (Duke Farentino), Margaret Wheeler (Mrs. Forbush)

## The Office Troubleshooter
- Prima televisiva: 30 marzo 1970

### Trama
- Guest star: Billy De Wolfe (Willard Jarvis)

## Colonel Fairburn Takes Over
- Prima televisiva: 6 aprile 1970

### Trama
- Guest star: De De Young (Helen), Scott Perry (Jim), Edward Andrews (colonnello Fairburn), Fredricka Meyers (Sharon Fairburn), Titus Moody (messaggero)